# Nøsslinge sogn
Nøsslinge sogn i Halland var en del af Himle herred. Nøsslinge distrikt dækker det samme område og er en del af Varbergs kommun. Sognets areal var 39,26 kvadratkilometer, heraf land 34,45. I 2020 havde distriktet 121 indbyggere. Landsbyen Nøsslinge ligger i sognet.
Navnets oprindelse (1330-1334 Nyslinge) er uklar.. Befolkningen steg fra 1810 (295 indbyggere) til 1870 (505 indbyggere) og er siden faldet .